# The Chronological Classics: Louis Armstrong and His Orchestra 1932-1933
| Recensione | Giudizio |
| ---------- | -------- |
| AllMusic   | [ 1 ]    |

The Chronological Classics: Louis Armstrong and His Orchestra 1932-1933 è un album discografico di raccolta del trombettista jazz statunitense Louis Armstrong, pubblicato dall'etichetta discografica francese Classics Records nel 1990.

## Tracce
1. Medley of Armstrong Hits (Part I) – 4:19 – Registrato il 21 dicembre 1932 a Camden, New Jersey
2. I've Got the World on a String – 3:14 (Ted Koehler, Harold Arlen) – Registrato il 26 gennaio 1933 a Chicago, Illinois
3. I Gotta Right to Sing the Blues – 3:00 (Ted Koehler, Harold Harlen) – Registrato il 26 gennaio 1933 a Chicago, Illinois
4. Hustlin' and Bustlin' for Baby – 3:07 (Harry Woods) – Registrato il 26 gennaio 1933 a Chicago, Illinois
5. Sittin' in the Dark – 3:00 (Harold Adamson, Jesse Greer) – Registrato il 26 gennaio 1933 a Chicago, Illinois
6. High Society – 3:23 (Armand Piron, Clarence Williams) – Registrato il 26 gennaio 1933 a Chicago, Illinois
7. He's a Son of the South – 2:37 (Andy Razaf, Joe Davis, Reginald Foresythe) – Registrato il 26 gennaio 1933 a Chicago, Illinois
8. Some Sweet Day – 2:59 (Ed Rose, Tony Jackson, Abe Olman) – Registrato il 27 gennaio 1933 a Chicago, Illinois
9. Basin Street Blues – 3:24 (Spencer Williams) – Registrato il 27 gennaio 1933 a Chicago, Illinois
10. Honey, Do! – 2:25 (Andy Razaf, Jay Cee Johnson) – Registrato il 27 gennaio 1933 a Chicago, Illinois
11. Snowball – 3:11 (Hoagy Carmichael) – Registrato il 28 gennaio 1933 a Chicago, Illinois
12. Mahogany Hall Stomp – 2:34 (Spencer Williams) – Registrato il 28 gennaio 1933 a Chicago, Illinois
13. Swing, You Cats – 2:36 (Zilner Randolph) – Registrato il 28 gennaio 1933 a Chicago, Illinois
14. Honey, Don't You Love me Anymore? – 3:00 (Terry Shand, Fred Meadows) – Registrato il 24 aprile 1933 a Chicago, Illinois
15. Mississippi Basin – 3:05 (Andy Razaf, Reginald Foresythe) – Registrato il 24 aprile 1933 a Chicago, Illinois
16. Laughin' Louie – 3:25 (Clarence Gaskill) – Registrato il 24 aprile 1933 a Chicago, Illinois
17. Tomorrow Night (After Tonight) – 3:16 (Ralph Matthews, Clarence Williams, Lillian Hardin Armstrong) – Registrato il 24 aprile 1933 a Chicago, Illinois
18. Dusky Stevedore – 2:54 (Andy Razaf, Jay Cee Johnson) – Registrato il 24 aprile 1933 a Chicago, Illinois
19. There's a Cabin in the Pines – 3:16 (Billy Hill) – Registrato il 26 aprile 1933 a Chicago, Illinois
20. Mighty River – 2:42 (Billy Baskette) – Registrato il 26 aprile 1933 a Chicago, Illinois
21. Sweet Sue, Just You – 2:43 (Will J. Harris, Victor Young) – Registrato il 26 aprile 1933 a Chicago, Illinois
22. I Wonder Who – 3:07 (Louis Armstrong) – Registrato il 26 aprile 1933 a Chicago, Illinois
23. St. Louis Blues – 2:39 (W.C. Handy) – Registrato il 26 aprile 1933 a Chicago, Illinois
24. Don't Play Me Cheap – 2:54 (Harry Dial, Zilner Randolph) – Registrato il 26 aprile 1933 a Chicago, Illinois

## Musicisti
Medley of Armstrong Hits: Part I (Intro, You Rascal You, Nobody's Sweetheart, When It's Sleepy Time Down South)

(Louis Armstrong and His Orchestra)
- Louis Armstrong - tromba, voce, leader
- Charlie Gaines - tromba
- Sconosciuto - trombone
- Louis Jordan - sassofono alto
- Arthur Davey - sassofono alto
- Ellsworth Blake - sassofono tenore
- Wesley Robinson - pianoforte, banjo, chitarra
- Ed Hayes - contrabbasso
- Benny Hill - batteria

I've Got the World on a String / I Gotta Right to Sing the Blues / Hustlin' and Bustlin' for Baby / Sittin' in the Dark / High Society / He's a Son of the South

(Louis Armstrong and His Orchestra)
- Louis Armstrong - tromba, voce (brano parlato in: High Society), leader
- Ellis Whitlock - tromba
- Zilner Randolph - tromba
- Keg Johnson - trombone
- Scoville Brown - clarinetto, sassofono alto
- George Oldham - clarinetto, sassofono alto
- Albert Budd Johnson - clarinetto, sassofono tenore
- Teddy Wilson - pianoforte
- Mike McKendrick - banjo, chitarra
- Bill Oldham - contrabbasso
- Yank Porter - batteria

Some Sweet Day / Basin Street Blues / Honey, Do!

(Louis Armstrong and His Orchestra)
- Louis Armstrong - tromba, voce, leader
- Ellis Whitlock - tromba
- Zilner Randolph - tromba
- Zilner Randolph - arrangiamento (brano: Basin Street Blues)
- Keg Johnson - trombone
- Scoville Brown - clarinetto, sassofono alto
- George Oldham - clarinetto, sassofono alto
- Albert Budd Johnson - clarinetto, sassofono tenore
- Teddy Wilson - pianoforte
- Mike McKendrick - banjo, chitarra
- Bill Oldham - contrabbasso
- Yank Porter - batteria

Snowball / Mahogany Hall Stomp / Swing, You Cats

(Louis Armstrong and His Orchestra)
- Louis Armstrong - tromba, voce (brano: Snowball), leader
- Ellis Whitlock - tromba
- Zilner Randolph - tromba
- Zilner Randolph - arrangiamento (brano: Swing, You Cats)
- Keg Johnson - trombone
- Scoville Brown - clarinetto, sassofono alto
- George Oldham - clarinetto, sassofono alto
- Albert Budd Johnson - clarinetto, sassofono tenore
- Teddy Wilson - pianoforte
- Mike McKendrick - banjo, chitarra
- Bill Oldham - contrabbasso
- Yank Porter - batteria

Honey, Don't You Love me Anymore? / Mississippi Basin' / Laughin' Louie / Tomorrow Night (After Tonight) / Dusky Stevedore

(Louis Armstrong and His Orchestra)
- Louis Armstrong - tromba, voce, leader
- Ellis Whitlock - tromba
- Zilner Randolph - tromba
- Keg Johnson - trombone
- Scoville Brown - clarinetto, sassofono alto
- George Oldham - clarinetto, sassofono alto
- Albert Budd Johnson - clarinetto, sassofono tenore
- Charlie Beal - pianoforte
- Mike McKendrick - banjo, chitarra
- Bill Oldham - contrabbasso
- Sid Catlett - batteria

There's a Cabin in the Pines / Mighty River / Sweet Sue, Just You / I Wonder Who / St. Louis Blues / Don't Play Me Cheap

(Louis Armstrong and His Orchestra)
- Louis Armstrong - tromba, voce (eccetto in St. Louis Blues), leader
- Ellis Whitlock - tromba
- Zilner Randolph - tromba
- Zilner Randolph - arrangiamento (brano: There's a Cabin in the Pines)
- Keg Johnson - trombone
- Scoville Brown - clarinetto, sassofono alto
- George Oldham - clarinetto, sassofono alto
- Albert Budd Johnson - clarinetto, sassofono tenore
- Charlie Beal - pianoforte
- Mike McKendrick - banjo, chitarra
- Bill Oldham - contrabbasso
- Harry Dial - batteria
- Albert Johnson - voce (brano: Sweet Sue, Just You)[2]